# Pristimantis simoteriscus
Espèce
Synonymes
- Eleutherodactylus simoteriscus Lynch, Ruíz-Carranza & Ardila-Robayo, 1997

Statut de conservation UICN

 EN B1ab(iii) : En danger
Pristimantis simoteriscus est une espèce d'amphibiens de la famille des Craugastoridae.

## Répartition
Cette espèce est endémique de la cordillère Centrale en Colombie. Elle se rencontre dans les départements de Tolima et de Quindío entre 3 580 et 3 680 m d'altitude.

## Description
Les mâles mesurent de 23,1 à 25,1 mm et les femelles de 25,7 à 31,4 mm.

## Publications originales
- Lynch, Ruíz-Carranza & Ardila-Robayo, 1996 : Three new species of Eleutherodactylus (Amphibia: Leptodactylidae) from high elevations of the Cordillera Central of Colombia. Caldasia, vol. 18, no 3, p. 329-342 (texte intégral).
- Lynch, Ruíz-Carranza & Ardila-Robayo, 1997 : Caldasia, vol. 18, errata supplement.